# Pseudopodoces
A Pseudopodoces a madarak osztályának verébalakúak (Passeriformes) rendjébe és a cinegefélék (Paridae) családjába tartozó nem.

## Rendszerezés
A nembe az alábbi egy faj tartozik, melyet kezdetben a varjúfélék (Corvidae) családjába, ezen belül a Podoces nembe soroltak:
- törpe pusztaiszajkó (Pseudopodoces humilis).

Egyes szerzők a Parus nem tagjának tekintik.